# 하비 와인스틴

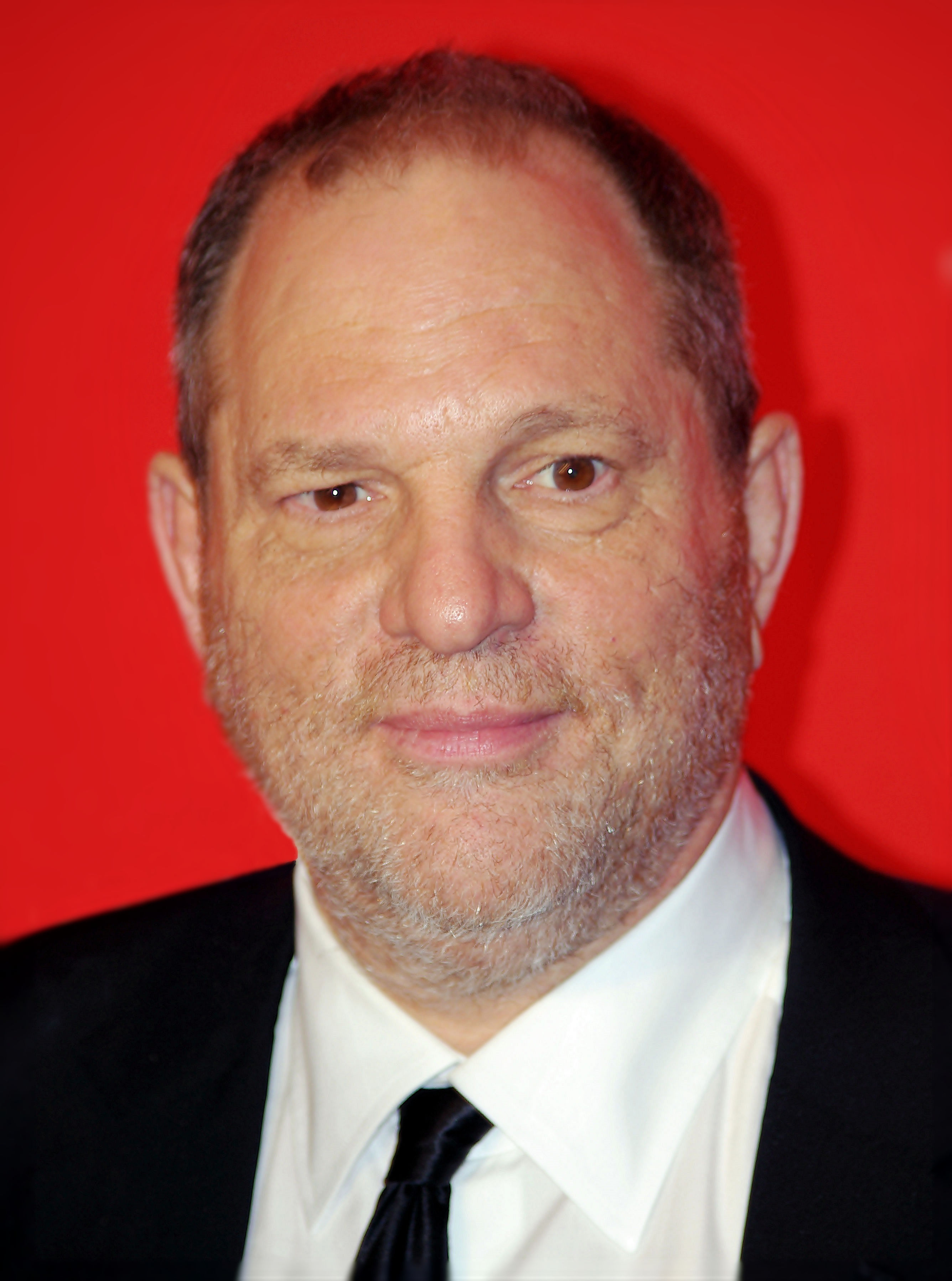
하비 와인스틴(2011년)

하비 와인스틴(영어: Harvey Weinstein, 1952년 3월 19일~)은 미국의 영화 감독, 영화 프로듀서이다. 동생 밥 와인스틴과 함께 70년대 미라맥스 영화사를 설립했고, 90년대에 《섹스, 거짓말, 그리고 비디오테이프》, 《크라잉 게임》, 《펄프 픽션》, 《셰익스피어 인 러브》 등의 작품을 제작하여 유수의 영화상을 수상하였다. 미라맥스를 나온 후 2005년, 다시 동생과 함께 와인스틴 컴퍼니를 설립했고, 《킹스 스피치》, 《실버라이닝 플레이북》, 《장고: 분노의 추적자》, 《이미테이션 게임》 등의 작품이 제작되었다.
그는 30년간 영화 감독과 제작을 했지만, 여배우와 업계 종사자들의 상대로 성범죄를 저질러 지난 2017년 10월 8일 성추행 의혹으로 본인이 설립한 와인스틴 컴퍼니에서 해고되었다. 결국 범죄인으로 낙인찍혀 미국영화예술과학아카데미(AMPAS)에서 제명됐으며, FBI(미연방수사국)의 조사를 받게 됐다. 또한 성추문 후폭풍 등으로 와인스틴 컴퍼니는 2018년 2월 파산 신청에 들어갔고, 이에 따라 향후 파산 절차가 진행되게 됐다. 2020년 3월 11일 뉴욕 맨해튼 대법원은 강간 및 성폭행 혐의로 유죄 판결을 받은 와인스틴에게 징역23년형을 선고했다.

## 작품 목록
| 연도 | 제목                                            | 역할 | 역할 | 역할 | 비고                                                       |
| 연도 | 제목                                            | 제작 | 각본 | 감독 | 비고                                                       |
| ---- | ----------------------------------------------- | ---- | ---- | ---- | ---------------------------------------------------------- |
| 1981 | 버닝                                            | 예   | 예   |      | 토니 메일럼 감독 작품                                      |
| 1982 | 틴에이지 호텔 The Secret Policeman's Other Ball | 예   | 예   | 예   | 밥 와인스틴과 공동 감독                                    |
| 1987 | 간다라 The Light Years                          | 예   |      |      | 르네 랄루 감독이 연출한 프랑스 애니메이션 영화의 영어 버전 |
| 1995 | 레스터레이션 Restoration                        | 예   |      |      | 마이클 호프먼 감독 작품 보조 제작자                        |
| 1998 | 셰익스피어 인 러브                              | 예   |      |      | 존 매든 감독 작품 아카데미 작품상 수상                     |
| 2000 | 말레나                                          | 예   |      |      | 주세페 토르나토레 감독 작품                                |
| 2002 | 갱스 오브 뉴욕                                  | 예   |      |      | 마틴 스코세이지 감독 작품                                  |
| 2009 | 나인                                            | 예   |      |      | 롭 마셜 감독 작품                                          |
| 2011 | 마릴린 먼로와 함께한 일주일                     | 예   |      |      | 사이먼 커티스 감독 작품                                    |
| 2017 | 튤립 피버                                       | 예   |      |      | 저스틴 채드윅 감독 작품                                    |
| 2019 | 커런트 워                                       | 예   |      |      | 알폰소 고메스레혼 감독 작품                                |